# Mike Sullivan (Eishockeyspieler, 1992)
Michael Francis „Mike“ Sullivan (* 16. Juni 1992 in Toronto, Ontario) ist ein italo-kanadischer Eishockeyspieler, der seit 2018 bei den Dundee Stars in der Elite Ice Hockey League unter Vertrag steht. Sein Bruder Daniel ist ebenfalls italienischer Nationalspieler.

## Karriere
Sullivan begann seine Karriere in der Ontario Junior Hockey League, in der er für Ajax Attack, die Georgetown Raiders und die Markham Waxers spielte. Zuvor war er 2008 bei der OHL Priority Selection 2008 vom Brampton Battalion in der 15. Runde als insgesamt 296. Spieler ausgewählt, aber schlussendlich nicht verpflichtet worden. Während seines Studiums spielte er von 2011 bis 2015 für die Bowling Green Falcons, das Team der Bowling Green State University, zunächst in der Central Collegiate Hockey Association und nach deren Auflösung 2015 in der Western Collegiate Hockey Association der National Collegiate Athletic Association. 2015 wagte er den Sprung nach Europa und schloss sich Asiago Hockey aus der italienischen Serie A an, wo bereits sein Bruder Daniel spielte. Mit den Venetiern gewann er 2015 die Supercoppa und 2018 die Alps Hockey League, wobei er selbst die beste Plus/Minus-Bilanz der Liga erreichte. Anschließend wechselte er zu den Dundee Stars in die britische Elite Ice Hockey League.

### International
Nach seiner Einbürgerung nach Italien spielte Sullivan erstmals bei der Weltmeisterschaft 2018 in der Division I für Italien und stieg dort mit den Azzurri in die Top-Division auf.

## Erfolge und Auszeichnungen
- 2015 Gewinn der Supercoppa Italiana mit Asiago Hockey
- 2018 Gewinn der Alps Hockey League mit Asiago Hockey
- 2018 Beste Plus/Minus-Bilanz der Alps Hockey League
- 2018 Aufstieg in die Top-Division bei der Weltmeisterschaft der Division I, Gruppe A

## Karrierestatistik
(Legende zur Spielerstatistik: Sp oder GP = absolvierte Spiele; T oder G = erzielte Tore; V oder A = erzielte Assists; Pkt oder Pts = erzielte Scorerpunkte; SM oder PIM = erhaltene Strafminuten; +/− = Plus/Minus-Bilanz; PP = erzielte Überzahltore; SH = erzielte Unterzahltore; GW = erzielte Siegtore; 1 Play-downs/Relegation; Kursiv: Statistik nicht vollständig)